# Kyoko Nozaki
Kyoko Nozaki (野崎 京子, Nozaki Kyōko, 9 de febrero de 1964) és una química japonesa i professora de la Universitat de Tòquio al Japó. Està especialitzada en química orgànica i la seva àrea de recerca és el disseny de catalitzadors moleculars per a nous tipus de síntesi orgànica i de polímers. L'any 2021 va ser premiada en els Premis L'Oréal-UNESCO per a les Dones i la Ciència.

## Biografia
Kyoko va estudiar a la Universitat de Kyoto una llicenciatura en enginyeria química l'any 1986 i va completar el doctorat l'any 1991 amb K. Utimoto (els seus estudis de dissertació van ser sobre les reaccions radicalàries induïdes per trietilborà amb hidrurs d'elements del grup 14), va ser instructora de 1991 a 1999 i professora ajudant de 1999 a 2002, quan es va convertir en professora ajudant. L'any 2003 esdevingué professora de la Universitat de Tòquio.
S'ocupa de la química organometál·lica (complexos de metalls de transició quirals per a catàlisi asimètrica, noves transformacions orgàniques amb compostos organometál·lics), química de compostos orgànics de bor i catàlisi de polímers.
L'any 2008 va rebre el premi Saruhashi per a científics naturals japonesos. Al 2012 va ser professora d'organometál·lica de l'American Chemical Society, 2013 Schlenk Lecturer, 2015 Tarrant Lecturer a la Universitat de Florida i l'any 2015 va rebre el premi Arthur K. Doolittle de la Societat Química Americana (per la coordinació de la copolimerització d'olefines amb monòmers polars catalitzats Complexos Pd de ligands bidentats asimètrics). També va rebre el Premi Mukaiyama de la Societat Japonesa de Química Orgànica Sintètica l'any 2008, el Premi a la Ciència de la Catàlisi de Mitsui Chemicals i la Medalla de Plata de Nagoya l'any 2009.
El 2018 va ser professora visitant Karl Ziegler a l'Institut Max Planck per a la Recerca del Carbó (en una conferència titulada Copolimerització coordinada de propilè amb monòmers polars). L'any 2019 va fer una conferència plenària al GDCh Science Forum Chemistry (Toward Efficient Utilization of Renewable Resources). Al 2021 va ser guardonada en el Premi L'Oréal-UNESCO per a les dones i la ciència "per la seva contribució pionera i transformadora en el camp de la química sintètica". El mateix any va ser triada membre de l'Acadèmia Nord-americana de les Arts i les Ciències.

## Àrees de recerca
- Organometàl·lics
- Catalitzadors de polimerització
- Química d'organobor[3]
- Química sintètica

## Premis i reconeixements
- Premi OMCOS 2003 de química organometàlica[4]
- Premi Wiley 2004 (Societat de Ciència de Polímers, Japó)
- Premi de Ciències 2006 (IBM Japó)
- Premi Saruhashi 2008
- Premi Mukaiyama 2008 (Societat de Química Orgànica Sintètica, Japó)[5]
- Premi de ciència de catàlisi 2009 (Mitsui Chemicals)[6]
- Medalla de plata de Nagoya 2009
- Premi de la Conferència Schlenk 2013
- Premis L'Oréal-UNESCO per a les dones i la ciència 2021
- Premi Toray de Ciència i Tecnologia 2021
- 2021 Premi IUPAC Dones Distingides en Química o Enginyeria Química